# Beuningen (Overijssel)
Pour les articles homonymes, voir Beuningen.

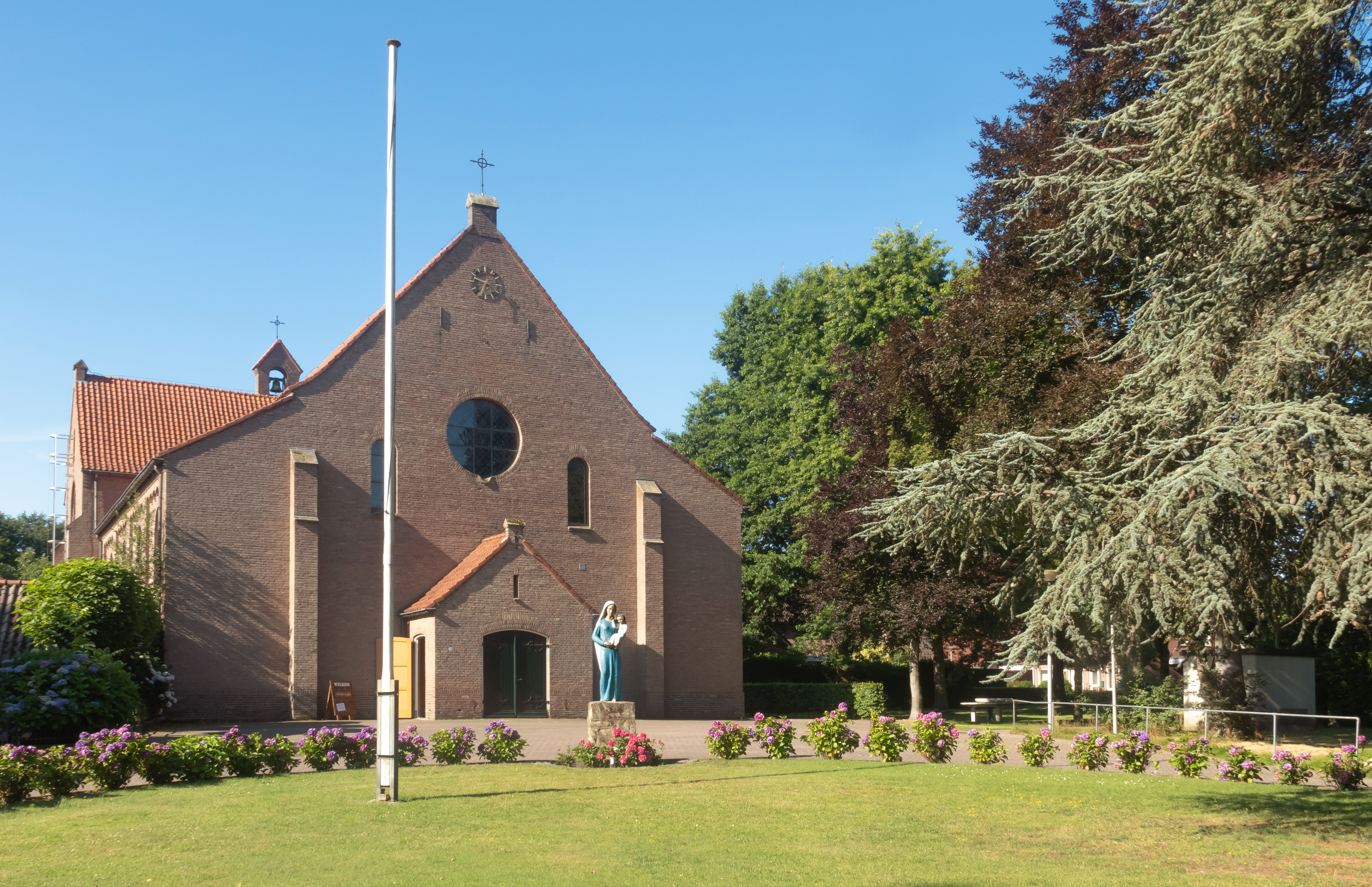
L'église: la Onze Lieve Vrouwekerk

Beuningen est un village situé dans la commune néerlandaise de Losser, dans la province d'Overijssel. Le 1er janvier 2004, le village comptait 270 habitants.